# 1902 no desporto

## Eventos
- 1 de fevereiro e 12 de março - Torneio de xadrez de Monte Carlo, vencido por Geza Maroczy.[1]

## Futebol
- 3 de maio e 26 de outubro é realizado o Primeiro Campeonato Paulista de Futebol - A liga de futebol mais antiga do Brasil.
- 6 de março - Fundação do Real Madrid Club de Fútbol.
- 21 de julho - Fundação do Fluminense Football Club, clube de futebol do Brasil.
- 26 de agosto - Fundação do Sporting Clube de Belas,[2] coletividade da qual nasceria o Sporting Clube de Portugal.
- 25 de dezembro - É fundado o Club Athletico Sorocabano, de Sorocaba.

## Nascimentos
| Data            | Nome          | Profissão            | Nacionalidade                     | Observações | Ref   |
| --------------- | ------------- | -------------------- | --------------------------------- | ----------- | ----- |
| 22 de fevereiro | Herma Szabo   | patinadora artística | Áustria (atual) · Áustria-Hungria | m. 1986     | [ 3 ] |
| 8 de abril      | Andrew Irvine | alpinista            | Inglaterra                        | m. 1924     | [ 4 ] |
| 28 de junho     | Pierre Brunet | patinador artístico  | França                            | m. 1991     | [ 5 ] |

## Mortes
| Data | Nome | Profissão | Nacionalidade | Observações | Ref |
| ---- | ---- | --------- | ------------- | ----------- | --- |